# S one strane
S one strane é um filme de drama servo-croata dirigido por Zrinko Ogresta e escrito por Mate Matišić. Foi selecionado como representante da Croácia ao Oscar de melhor filme estrangeiro em 2017.

## Elenco
- Ksenija Marinković - Vesna
- Lazar Ristovski - Zarko
- Tihana Lazović - Jadranka
- Robert Budak - Vladimir
- Toni Šestan - Bozo
- Tena Jeić-Gajski - Nives
- Vinko Kraljević - Peric